# 79360 Sila-Nunam
79360 Sila-Nunam è un asteroide cubewano. Scoperto nel 1997, presenta un'orbita caratterizzata da un semiasse maggiore pari a 43,8639742 UA e da un'eccentricità di 0,0096450, inclinata di 2,24454° rispetto all'eclittica.
L'asteroide è dedicato alle divinità Inuit Silap Inua, signore del cielo, e Nunam, signora della terra.
Il 5 ottobre 2005, Denise C. Stephens e Keith S. Noll analizzando immagini del 22 ottobre 2002 riprese dal telescopio Hubble hanno individuato un satellite che ha ricevuto la designazione provvisoria di S/2005 (79360) 1. Il satellite ha un diametro di 290 km che è di poco inferiore a quello della componente principale per cui è stato stimato un diametro massimo di 400 km. Il satellite orbita ad una distanza di circa 2300 km, impiegando circa 6 giorni a completare una rivoluzione.